# Handschuheim
Handschuheim é uma comuna francesa na região administrativa de Grande Leste, no departamento Baixo Reno. Estende-se por uma área de 2,39 km². Em 2010 a comuna tinha 276 habitantes (densidade: 115,5 hab./km²).